# FK Bobrouitchanka
Le FC Bobruitchanka est un club biélorusse de football féminin basé à Babrouïsk. L'équipe première entraînée par Tatiana Volkova évolue en 2012 en première division du championnat de Biélorussie de football féminin et joue ses matchs à domicile au Stadyen Spartak d'une capacité de 3 661 places.

## Palmarès
- Championnat de Biélorussie de football féminin
  - Champion : 1997, 1998, 1999, 2000, 2001, 2002, 2003, 2004, 2010, 2011 et 2012

- Coupe de Biélorussie de football féminin
  - Vainqueur : 1996, 1997, 1998, 1999, 2000, 2001, 2002, 2003 et 2008
  - Finaliste : 2008 et 2013

- Supercoupe de Biélorussie de football féminin
  - Vainqueur : 2011 et 2012
  - Finaliste : 2013 et 2014

- Ligue des champions féminine de l'UEFA
  - Meilleure performance : Quarts de finale en 2004-2005